# Natte Visstick
Natte Visstick is een Nederlandse dj en muziekproducent.

## Biografie
Natte Visstick is een dj die sinds 2021 nummers uitbrengt uit het genre memetechno. Hij maakte deze stijl van muziek om mensen te laten lachen. Net als de meeste dj's uit het genre, is zowel de eigennaam als de geboortedatum van de artiest niet bekend; ze brengen muziek anoniem uit. Zijn eerste single was Kk dikke natte visstick. In 2022 brak Natte Visstick door met het nummer Visstick gooi die kanker kick. Het lied kwam tot de vijftiende positie van de Single Top 100 en de dertiende plek van de Tipparade van de Nederlandse Top 40. Zowel het lied als het genre vergaarde vooral bekendheid via TikTok. Dit nummer zorgde voor een grote populariteit voor de muziekstijl en maakte Natte Visstick een van de grote namen en grondleggers van het genre. Na Visstick gooi die kanker kick had Natte Visstick ook nog succes met de nummers Lekkere boterham (met Vieze Asbak) en Ik trip 'm (met Dikke Baap).
In 2022 richtte Natte Visstick samen met andere memetechno-artiesten Vieze Asbak, Offensief, Krabi, Gladde Paling, Opgekonkerd en Dikke Baap een collectief op, genaamd het Pestcore Collectief. Dit deden ze nadat er een mail van muzieklabel Cloud 9 Music was uitgelekt waarin ze vroegen aan hun producenten om ook nummers uit hetzelfde genre uit te brengen, aangezien het makkelijk te maken was en er snel geld mee te verdienen was. Om het authentieke geluid van de muziekstijl te waarborgen, besloot Natte Visstick met zijn collega's het collectief op te richten.
Na 2022 werkte Natte Visstick met verschillende artiesten samen. Behalve met mede-memetechno-dj's, deed hij dit met onder meer Mr. Polska, The Partysquad, Yellow Claw en Sjaak. Ook werd er opgetreden op verschillende festivals. Zo was hij te horen op onder andere Noorderslag, Paaspop, Dauwpop, Mysteryland en Zwarte Cross.

## Discografie

### Nummers met hitnotering(en)
| Lied                               | Verschijnen      | Album | Hitlijsten  | Hitlijsten  | Hitlijsten   | Hitlijsten   |
| Lied                               | Verschijnen      | Album | NL (Top 40) | NL (Top 40) | NL (Top 100) | NL (Top 100) |
| Lied                               | Verschijnen      | Album | Piek        | Weken       | Piek         | Weken        |
| ---------------------------------- | ---------------- | ----- | ----------- | ----------- | ------------ | ------------ |
| Visstick gooi die kanker kick      | 14 juli 2022     | —     | tip13       | —           | 15           | 12           |
| Lekkere boterham (met Vieze Asbak) | 4 augustus 2022  | —     | —           | —           | 37           | 3            |
| Ik trip 'm (met Dikke Baap)        | 11 augustus 2022 | —     | —           | —           | 34           | 5            |

- MusicBrainz: 174b89b6-01a1-4a2c-8dca-63707a82f68b